# Кривбасс (баскетбольный клуб)
«Кривбасс» — украинский баскетбольный клуб из города Кривой Рог.

## История
В первый год существования (сезон 2000/01) в Х чемпионате Украины среди мужских команд клуб занял 2 место в 1-й лиге и получил право выступать в Высшей лиге.
В сезоне 2001/02 высшей лиги «Крибвассбаскет» занял 6 место среди 14 команд.
ХІІ чемпионат Украины в высшей лиге стал для криворожан «золотым». Впервые в своей истории «Кривбассбаскет» завоевал малые золотые медали.
В следующем чемпионате «Кривбассбаскет» повторил свой успех и получил право выступать в Суперлиге среди 12 сильнейших баскетбольных клубов Украины. В том сезоне командой руководил тренерский дуэт — Александр Порохненко и Владимир Чурсин.
За четыре года выступлений в Суперлиге «Кривбассбаскет» трижды подряд завоёвывал право играть в плей-офф, среди восьми сильнейших команд страны. В сезонах 2004/05 и 2005/06 команда занимала 8 место. Наивысший результат выступлений в плей-офф — 7-е место в сезоне 2006/07.
В 2007—2010 годах команду возглавлял черногорский специалист Звездан Митрович.
Начиная с сезона 2008/09 «Кривбассбаскет» был участником Украинской баскетбольной лиги. В премьерном сезоне криворожане стали не только победителями регулярного чемпионата, но и чемпионами УБЛ.
В матче всех звёзд УБЛ принимали участие четыре игрока БК «Кривбассбаскет»: Игорь Зайцев, Дмитрий Глебов, Дмитрий Кораблев и Джерет Хавел. Дмитрий Глебов регулярно призывался в состав национальной сборной Украины.
В сезоне 2009/10 БК «Кривбассбаскет» вернулся в состав Суперлиги, где финишировал третьим в регулярном чемпионате, но на стадии 1/4 финала плей-офф уступил будущему чемпиону — мариупольскому «Азовмашу», заняв в итоге 5-е место.
В начале 2011 года руководством клуба было принято решение отказаться от услуг иностранных игроков и главного тренера. Вторую половину сезона «Кривбассбаскет» выступал украинским составом под руководством главного тренера команды Владимира Чурсина.
К сезону 2021/22 Кривбасс был воссоздан, клуб снова начал выступать в Украинской суперлиге.